# ひょうたん笛
ひょうたん笛（ひょうたんぶえ）、ビー・ラムダオ（タイ族語:Pii Lam dao）、葫蘆絲、葫芦丝（フルス、hulusi、ピンイン: húlúsī）は、中国、ミャンマー、タイなどで用いられる気鳴楽器である。フリーリード楽器の一種で、発音原理や音色は日本の笙をはじめ、アジアの様々な笙、ハーモニカ、オルガン、ピアニカなどと類似している。ただし、笙などは、息を吹いても吸っても音が出るのに対し、ひょうたん笛では息を吹くことだけで音を出す。

## 概説
- フリーリードという簧が装着されている。一般的に、1本から3本の竹管からなる。竹管の1本は旋律を 演奏する主管で、孔は7から8つある。使用する民族によっては孔が5つだけの楽器もある。その他1本ないし2本の管は持続音（ドローン）を演奏する。
- ひょうたんが取り付けられているのは、機能的側面から見れば、リードを守るため、そして多くの管をいっぺんに口にくわえて吹く不便さを解消するためである。このような構造はヨーロッパのバグパイプやインドのプーンギ（英語版）（ビーティングリードのひょうたん笛）と同じである。
- ひょうたんがなければ二本から3管の笛をくわえて吹く。ジンポー族の楽器にはひょうたんを被せない楽器「ザンシー」(2管のフリーリード楽器)などがある。ヨーロッパの楽器でいえば、イタリア・サルディニアの「ラウネッダス」（ビーティングリード・3管）と同じように、いっぺんに管を口にくわえて循環呼吸で演奏する。
- タイ族に伝わる楽器の象徴性からいえば、ひょうたんは女性を象徴し、竹は男性を象徴するという。タイ族の伝承には、雲南や東南アジアの多くの民族同様、ひょうたんから人類が生まれたとする神話がある。また、タイ族地域ではかつて不妊の女性がひょうたんを神霊に奉げて子宝を祈願した。

## 楽器の名称
- 現在最も流行している中国では、「葫藘絲」、「葫芦絲」(hulusi、フルス)と呼ばれる。
- 中国側のタイ族語では「ビー・ラムダオ」(Pii Lam dao、Pii Nam dao)、タイヤイ(シャン)語では「ビー・ホーム」(Pii Hom)と呼ばれる。
- ダアン、パラウン語では「ブロイ」(Brohy)などと呼ばれる。

注意
- 中国語で「篳（ビ）」は笛、「朗（ラム）」は縦、「道（ダオ）」はひょうたんを意味する、といった表記を見かけるが、こは間違いである。
- 正確なタイ族語では、「ビー」は「笛（または管楽器全般）」を意味し、「ラムダオ」は「水の器」もしくは「ひょうたん」を意味する。「ラム」だけでは「水」、「ダオ」は「器」という意味。

## 演奏方法
- 伝統的な演奏法の基本は循環呼吸である。
- 60年代以降、下放政策でタイ族地域に行った中国の漢族音楽学者や愛好者がひょうたん笛を「発見」し、様々な演奏技法が採用されるようになった。
- 演奏方法については外部リンクを参照。